# Kanoistika na Letních olympijských hrách 1972
Závody v kanoistice se na Letních olympijských her 1972 v Mnichově uskutečnily ve dnech 28. a 30. srpna 1972 na slalomářském kanálu v Augsburgu (vodní slalom) a 5.–9. září 1972 na veslařském kanálu v Mnichově (rychlostní kanoistika). Celkem 330 závodníků startovalo v 11 disciplínách (8 pro muže, 3 pro ženy).
V Mnichově měl olympijskou premiéru vodní slalom, který byl na program letních olympijských her trvale zařazen až po dalších 20 letech, v Barceloně 1992.

## Medailové pořadí zemí
| Pořadí | Země                                 | Zlato | Stříbro | Bronz | Celkově |
| ------ | ------------------------------------ | ----- | ------- | ----- | ------- |
| 1.     | Sovětský svaz (URS)                  | 6     | 0       | 0     | 6       |
| 2.     | Německá demokratická republika (GDR) | 4     | 1       | 1     | 6       |
| 3.     | Rumunsko (ROU)                       | 1     | 2       | 1     | 4       |
| 4.     | Západní Německo (FRG)                | 0     | 3       | 2     | 5       |
| 5.     | Maďarsko (HUN)                       | 0     | 2       | 2     | 4       |
| 6.     | Nizozemsko (NED)                     | 0     | 1       | 0     | 1       |
| 6.     | Rakousko (AUT)                       | 0     | 1       | 0     | 1       |
| 6.     | Švédsko (SWE)                        | 0     | 1       | 0     | 1       |
| 9.     | Bulharsko (BUL)                      | 0     | 0       | 1     | 1       |
| 9.     | Francie (FRA)                        | 0     | 0       | 1     | 1       |
| 9.     | Norsko (NOR)                         | 0     | 0       | 1     | 1       |
| 9.     | Polsko (POL)                         | 0     | 0       | 1     | 1       |
| 9.     | Spojené státy americké (USA)         | 0     | 0       | 1     | 1       |
| Celkem | Celkem                               | 11    | 11      | 11    | 33      |

## Medailisté

### Vodní slalom

#### Muži
| Kategorie | Zlato                                                                     | Výkon  | Stříbro                                                      | Výkon  | Bronz                                                | Výkon  |
| --------- | ------------------------------------------------------------------------- | ------ | ------------------------------------------------------------ | ------ | ---------------------------------------------------- | ------ |
| C1        | Reinhard Eiben · Německá demokratická republika (GDR)                     | 315,84 | Reinhold Kauder · Západní Německo (FRG)                      | 327,89 | James McEwan · Spojené státy americké (USA)          | 335,95 |
| C2        | Německá demokratická republika (GDR) · Walter Hofmann · Rolf-Dieter Amend | 310,68 | Západní Německo (FRG) · Hans-Otto Schumacher · Wilhelm Baues | 311,90 | Francie (FRA) · Jean-Louis Olry · Jean-Claude Olry   | 315,10 |
| K1        | Siegbert Horn · Německá demokratická republika (GDR)                      | 268,56 | Norbert Sattler · Rakousko (AUT)                             | 270,76 | Harald Gimpel · Německá demokratická republika (GDR) | 277,95 |

#### Ženy
| Kategorie | Zlato                                                      | Výkon  | Stříbro                                    | Výkon  | Bronz                                           | Výkon  |
| --------- | ---------------------------------------------------------- | ------ | ------------------------------------------ | ------ | ----------------------------------------------- | ------ |
| K1        | Angelika Bahmannová · Německá demokratická republika (GDR) | 364,50 | Gisela Grothausová · Západní Německo (FRG) | 398,15 | Magdalena Wunderlichová · Západní Německo (FRG) | 400,50 |

### Rychlostní kanoistika

#### Muži
| Kategorie | Zlato                                                                                     | Výkon   | Stříbro                                                                             | Výkon   | Bronz                                                                    | Výkon   |
| --------- | ----------------------------------------------------------------------------------------- | ------- | ----------------------------------------------------------------------------------- | ------- | ------------------------------------------------------------------------ | ------- |
| C1 1000 m | Ivan Patzaichin · Rumunsko (ROU)                                                          | 4:08,94 | Tamás Wichmann · Maďarsko (HUN)                                                     | 4:12,42 | Detlef Lewe · Západní Německo (FRG)                                      | 4:13,63 |
| C2 1000 m | Sovětský svaz (URS) · Vladas Česiūnas · Jurij Lobanov                                     | 3:52,60 | Rumunsko (ROU) · Ivan Patzaichin · Serghei Covaliov                                 | 3:52,63 | Bulharsko (BUL) · Fedja Damjanov · Ivan Burčin                           | 3:58,10 |
| K1 1000 m | Alexandr Šaparenko · Sovětský svaz (URS)                                                  | 3:48,06 | Rolf Peterson · Švédsko (SWE)                                                       | 3:48,35 | Géza Csapó · Maďarsko (HUN)                                              | 3:49,38 |
| K2 1000 m | Sovětský svaz (URS) · Nikolaj Gorbačov · Viktor Kratasjuk                                 | 3:31,23 | Maďarsko (HUN) · József Deme · János Rátkai                                         | 3:32,00 | Polsko (POL) · Władysław Szuszkiewicz · Rafał Piszcz                     | 3:33,83 |
| K4 1000 m | Sovětský svaz (URS) · Jurij Filatov · Jurij Stěcenko · Vladimir Morozov · Valerij Diděnko | 3:14,02 | Rumunsko (ROU) · Aurel Vernescu · Mihai Zafiu · Roman Vartolomeu · Atanase Sciotnic | 3:15,07 | Norsko (NOR) · Egil Søby · Steinar Amundsen · Tore Berger · Jan Johansen | 3:15,27 |

#### Ženy
| Kategorie | Zlato                                                            | Výkon   | Stříbro                                                                   | Výkon   | Bronz                                                     | Výkon   |
| --------- | ---------------------------------------------------------------- | ------- | ------------------------------------------------------------------------- | ------- | --------------------------------------------------------- | ------- |
| K1 500 m  | Julija Rjabčinská · Sovětský svaz (URS)                          | 2:03,17 | Mieke Jaapiesová · Nizozemsko (NED)                                       | 2:04,03 | Anna Pfefferová · Maďarsko (HUN)                          | 2:05,50 |
| K2 500 m  | Sovětský svaz (URS) · Ljudmila Pinajevová · Jekatěrina Kuryšková | 1:53,50 | Německá demokratická republika (GDR) · Ilse Kaschubeová · Petra Grabowská | 1:54,30 | Rumunsko (ROU) · Maria Nichiforovová · Viorica Dumitruová | 1:55,01 |

## Program
| R | Rozjížďky | O | Opravy | ½ | Semifinále | F | Finále |

| Závod ↓/Datum → | Po 28. 8. | Út 29. 8. | St 30. 8. |
| --------------- | --------- | --------- | --------- |
| C1 muži         | F         |           |           |
| C2 muži         |           |           | F         |
| K1 muži         | F         |           |           |
| K1 ženy         |           |           | F         |

| Závod ↓/Datum → | Út 5. 9. | St 6. 9. | Čt 7. 9. | Pá 8. 9. | So 9. 9. |
| --------------- | -------- | -------- | -------- | -------- | -------- |
| C1 1000 m muži  | R        |          |          | ½        | F        |
| C2 1000 m muži  | R        |          | O        | ½        | F        |
| K1 1000 m muži  | R        |          | O        | ½        | F        |
| K2 1000 m muži  | R        |          | O        | ½        | F        |
| K4 1000 m muži  | R        |          | O        | ½        | F        |
| K1 500 m ženy   | R        |          | O        | ½        | F        |
| K2 500 m ženy   | R        |          |          | ½        | F        |

## Československá výprava
Československou výpravu tvořilo 18 mužů a 5 žen:
Vodní slalom
- Antonín Brabec – C2 (10. místo)
- Marián Havlíček – K1 (6. místo)
- Milan Horyna – C2 (11. místo)
- Gabriel Janoušek – C2 (11. místo)
- František Kadaňka – C2 (10. místo)
- Bohumila Kapplová – K1 (8. místo)
- Ladislav Měšťan – C2 (16. místo)
- Zdeněk Měšťan – C2 (16. místo)
- Růžena Novotná – K1 (22. místo)
- Vlastimil Ouředník – K1 (20. místo)
- Ludmila Polesná – K1 (16. místo)
- Zbyněk Pulec – C1 (9. místo)
- Petr Sodomka – C1 (8. místo)
- Karel Třešňák – C1 (7. místo)

Rychlostní kanoistika
- Zdeněk Bohutínský – K4 1000 m (9. místo)
- Jiří Čtvrtečka – C1 1000 m (7. místo)
- Anastázie Fridrichová – K2 500 m (9. místo)
- Ľubomír Kadnár – K4 1000 m (9. místo)
- Oldřiška Kaplanová – K2 500 m (9. místo)
- Pavel Kvasil – K4 1000 m (9. místo)
- Petr Mokrý – C2 1000 m (9. místo)
- Karel Scheder – C2 1000 m (9. místo)
- Ladislav Souček – K1 1000 m (5. místo), K4 1000 m (9. místo)